# Rugiland
Rugiland ist der historische Name für ein das östliche Waldviertel und das westliche Weinviertel umfassendes Gebiet um das heutige Krems in Niederösterreich nördlich der Donau. Der Name geht zurück auf die Rugier, ein ostgermanisches und mit den Goten verwandtes Volk, die das Land von 453 bis 488 besiedelten.
Der Name ist durch die Origo Gentis Langobardorum, die Wandersage der Langobarden, die das Gebiet vorübergehend besiedelten, sowie durch die Historia Langobardorum des Paulus Diaconus überliefert. Die Bezeichnung Rugiland findet sich danach noch in einigen Chroniken, war ab Ende des Frühmittelalters aber nicht mehr gebräuchlich.